# Rafael López Espí
Rafael López Espí (Barcelona, 1937) es un historietista e ilustrador español. Alcanzó la notoriedad por sus portadas para los cómic de superhéroes publicados por Ediciones Vértice en los años sesenta y setenta del siglo pasado.

## Biografía

### Inicios profesionales
De formación autodidacta, Rafael López Espi empezó su carrera profesional en 1953, con portadas e historietas bélicas para Editorial Símbolo o Disco; las series La Atlántida y Los tambores del Bruc para el diario Solidaridad Nacional y retratos para La Prensa.  Al año siguiente empezó a colaborar en la serie del oeste Kit Colt con José Toutain, cuando todavía no había creado Selecciones Ilustradas. Rafael López vende fuera de España ésta y otras series: Korak, Don Starr, Rex Raven, Billy McGregor, Riffle, The Nwe Sheriff, etc. Una vez constituida Selecciones, desarrolló más historietas bélicas, generalmente de aviación, y también románticas para revistas como "Air Ace", "Battle", "Roxy", "Marilyn" y "Valentine" de la editorial británica Fleetway. Asimismo, trabajó también a través de la agencia Bardon Art.
Tras cumplir el servicio militar en 1964, colaboró con Ediciones Toray (Sioux, Robot 76) y Ediciones Galaor (Lawrence de Arabia).

### Los años de Vértice (1966-1984)
En 1966 se incorporó a Ediciones Vértice a través de Enric Torres-Prat y durante los dieciséis años que permaneció en la misma y su sucesora Surco realizó cientos de portadas basadas en los originales de Marvel Comics. También realizó una historieta nueva de Mytek con guion de Fernando Manuel Sesén para suplir la falta de materiales y, para Cropan, una colección de 80 cromos en 1975.

### Últimos años
Tras el cierre de Surco, Rafael López Espi se ha dedicado a la realización de cubiertas de libros para editoriales alemanas, ilustraciones para juguetes (Masters del Universo, Exín y Borrás) y publicidad, además de trabajar desde 1989 como fondista en la empresa de dibujos animados Acció.
Entre 1992 y 1993 realizó también tres historietas de Conny para la agencia Dalger Press con destino a la revista Min Häst de Suecia.
En el nuevo siglo, edita el fanzine "FansFun Magazine", serializando en ella una nueva serie titulada Extrahumans.

## Premios
- Premio AACE 2013 en reconocimiento a toda una carrera profesional en el cómic.[7]